# 청년 헤겔주의
청년 헤겔학파(독일어: Junghegelianer) 또는 헤겔좌파(독일어: Linkshegelianer)은 게오르크 빌헬름 프리드리히 헤겔이 1831년에 타계한 뒤 약 10여년 동안 발흥했던 헤겔주의의 과격파 집단이다.
청년 헤겔 학파는 자유와 이성을 제한하는 데에 기여하는 모든 것의 총체적인 부정이라는 헤겔의 견해에 의지하였으며, 종교와 그리고 프로이센의 정치 체제에 대한 급진적인 비판을 견지하였다. 또한 그들은 우익 헤겔주의가 세계는 이미 완전함에 도달해 있다고 해석한 헤겔의 견해의 반유토피아적 측면을 부정하였다.
1840년 이후 프로이센 지도부가 노골적으로 반동적인 정책을 실시하자, 청년 헤겔학파의 일원은 급격히 공화제 달성을 위한 철학 학파로 변하였다. 청년 헤겔학파의 일원은 공화제의 이상을 달성하기 위해 헤겔 철학의 몇몇 조건을 적극적으로 수정하는 데 주저하지 않았고, 더 나아가서 공화제의 달성도 공화제 내부의 새로운 모순의 직면으로 인해 과거의 유산이 될 것이라 예견하였다. 그리고 이러한 사고에 따라 헤겔 철학에 대한 강렬한 비판도 전개하였다. 특히, 행정부와 입법부의 공존은 그 자체로 양자 사이의 불화가 없음을 보장하는 이성의 발로라고 한 헤겔의 주장을 논파하고, 이후에 있을 공화제 체계가 지속적으로 발달하여 새로운 국면에 다다를 수 있다는 철학적 입장을 내놓았다.
과학적 사회주의의 창시자라 알려진 카를 마르크스도 청년 헤겔학파의 일원이었으며, 스스로를 급진적 민주주의자로서 정체화하였다.

## 국체론 논쟁
청년 헤겔학파가 국체(國體)에 대해 논쟁하기 시작한 신점은 1839년부터이다. 이 논쟁은 청년 헤겔학파가 분열하는 1843년까지 지속됐다.

### 프로이센 정권에 대한 입장 차이
1839년 당시 프로이센의 국체론에서 이들은 당시 프로이센의 정체에 대해 분석하였다.
헤겔학파의 분열 당시 노년 헤겔주의로 분류되는 일련의 헤겔학파 학자 집단은 프로이센 정권의 성립이 이성의 변증법적 함의에 의한, 국가의 형태를 띠는 현현이라 단정하였다. 청년 헤겔학파는 이 주장에 반대하였다.
당시 프로이센은 1797년에 등극한 프리드리히 빌헬름 3세가 통치하는 전제군주제 국가였다. 학파의 분열이 시작된 9년 후인 1840년에는 프리드리히 빌헬름 4세가 통치하였다.
당대 청년 헤겔학파의 국체론은 가장 온건적인 입장인 입헌군주제부터, 가장 급진적으로는 공산제 및 아나키스트 공동체까지 다양했다. 따라서, 이들이 전제군주국의 통치 체제가 이성의 최종적인 발달에 의한 정체 형성이라고 보지 않는 것은 매우 당연한 것이었다.
더 나아가서, 프로이센 정권은 비록 이전 시기에 비해 더 나은 교육, 산업 발전 정도, 복지 등의 수준을 갖추고 있었지만, 여전이 영국과 프랑스보다 봉건적 질서가 희석되지 않은 사회였으며, 본질적으로는 반동적인 전통주의자들에 의해 사회가 주도된다는 점에서, 청년 헤겔학파는 당대 독일 사회를 이성의 완숙한 변증법적 발전에 따른 국가 현현의 결과로 인정하지 않았다.

#### 루게의 입헌군주제 비판
청년 헤겔학파의 이론가 중 하나였던 아놀드 루게(Arnold Ruge, 1802-1880)는 1830년대 중반까지 입헌군주제를 지지했던 청년 헤겔학파 내 몇몇 일원을 공화주의 지지자로 돌리는 데 기여하였다. 루게는 맹렬한 급진적 민주주의자로, 공화제 외 모든 정부는 근본적으로 야만의 축에 선 정체라고 비판하였다. 그는 동료 에히터 마이어(E. Th. Echtermeier)와 함께 1839년 프로이센의 고위관료 칼 슈트렉푸스(Karl Streckfuß)의 글에 대한 익명의 반박문을 자신이 발행인이었던 《할레연보》에 1840년 6월 24일부터 30일까지 게재했다.
루게는 이제 ‘절대자’의 자리에 바우어의 ‘자기의식’을 대체한다. “현재 모든 것이 출발하는 원리는 정신의 자발성이다.” 학문적인 것에서는 “합리주의”가, 국가적인 것에서 “자유주의”(Ruge, 1841: 203-204)가 그 원리이다. “모든 학문의 진리는 현재 자기의식의 보편적 형태를 가지며 사유하는 주체의 과정이다.” 그래서 국가는 “우리들의 자기의식이 진행하는 실존”이며 “국가는 그 자체가 목적”이다. 루게는 여기서 이제 공화제를 주장한다. “국가는 사적소유(res privata)가 아니라 공적소유(res publica, [=공화정])이다.” 그러나 루게가 말하는 이 공화제는 프랑스의 제1공화정과 동일한 것은 아니었다. 루게는 1841년의 《독일연보》에 실린 다른 글에서 1806년 이래의 독일의 국체는 “자유주의의 국가” 혹은 “공화주의적 군주제”라고 규정한다.
루게는 공화정과 자유주의를 결합시켰지만(Ruge, 1841: 205), 2년 뒤 1843년 초에 발표한 글에서 루게는 공화정을 주장하는 자신의 입장을 ‘자유주의’가 아니라 ‘민주주의’라고 ‘자기비판’ 한다. 즉 이 시기 자유주의 및 공화주의에 대해, 루게를 비롯한 청년 헤겔학파의 입장은 명료하지 않았다고 할 수 있다.
1842년 4월의 한 편지에서 루게는 ‘민주공화국’을 주장했다. “만약 공화정이 민주주의가 아니라면 그 공화정은 현실적인 공화정이 아니다.” 1840년대 민주주의는 공화주의의 하위개념이었다. 루게는 1842년 8월 초에도 ｢헤겔법철학비판과 우리 시대의 정치｣라는 제목으로 헤겔법철학을 비판적으로 분석한다.
1843년 상반기에 출간된 포이어바흐(Ludwig Feuerbach)의 ｢철학의 개혁을 위한 예비명제｣의 원고를 루게는 1842년에 이미 읽었다. 루게는 더 나아가서 헤겔 철학이 〈본질-이론적〉이라고 규정하였고, 이러한 것이 갖는 결함으로서 현실성의 부재를 역사성의 체현을 통해 수정해야 한다고 보았다.
루게는 국가나 철학 등의 개념 자체가 역사적 산물이라고 본다. 따라서 “국가체제(Staatsverfassung), 즉 특정한 국가는 영원한 형상”이 아니다. “이 특정한 국가라는 것은 정신이 역사적으로 실현된 실존(Existenz)”이기 때문이다.
그러나 헤겔논리학에서는 “실존”들이 중요한 것이 아니라 “보편적 본질 자체”(Ruge, 1842: 459)가 중요하다. 헤겔은 “인격, 가족, 사회, 국가와 같은 영원한 규정성들”을 “논리적 혹은 형이상학적” 규정성들로 파악한다. 그러나 루게에 의하면 “논리적 범주”와 “역사적” 범주는 구별되어야만 한다. “헤겔법철학은 스스로 사변 혹은 절대적 이론임을 유지하기 위해, […] 실존 혹은 역사적 규정성들을 논리적 규정성들로 승격시킨다.” 따라서 헤겔은 “국가의 체제(Verfassung)”를 “역사적 비판의 산물로서 혹은 인류 발전의 산물”로 파악하지 않는다.
루게가 보기에 이것은 헤겔이 “역사적인 것과 형이상학적인 것”을 구별할 수 없었다는 것을 의미한다. 즉 헤겔은 “세습왕제, 장자상속제, 양원제 등을 논리적 필연성”이라고 주장했다. 루게는 헤겔에 의해서 수행된 ‘개념과 현실’의 결합이란 “실존을 개념으로 신격화”시킨 것에 다름 아니다. 그러나 루게가 보기에 개념과 현실의 진정한 종합은 “신적 개념을 실존으로 육화”시키는 것이다.
그는 다음과 같은 서술을 통해 헤겔 철학을 재구성한다.
“헤겔에게 국가는 정신의 객관성이자 현실성이며 자유의 자기실현이다. […] 그러나 왜 정신의 실현 형태들이, 즉 종교, 예술, 학문이 국가 및 역사의 영역을 넘어서 가는가? 자유의 자기실현 보다 더 높은 어떤 것이 있을 수 있는지, 그리고 종교, 학문, 예술이 없이 자유의 자기실현이 발생할 수 있는가? 이 세 가지가 오히려 역사에 지속적으로 관여하는 것이 아닌가? 혹은 오히려, 이들이 본래 전적으로 역사를 만드는 것이 아닌가?”
루게에 의하면 헤겔은 국가를 역사로부터 분리하여 모든 역사적인 국가형태들을 논리적 범주 하에만 고찰한다. 또한 헤겔은 종교, 학문, 예술로부터 실천적 측면을 제거하고 이들을 순수 이론적 정신의 측면에서 고수한다. 헤겔의 국가철학을 논리적으로 비판한 루게는 1843년 1월 초 자신의 《독일연보》에 게재한 논문 ｢자유주의의 자기비판｣에서 재차 ‘민주공화정’을 주장한다. “자유주의”를 기반으로 한 입헌군주정을 반대하고 “민주주의”를 기반으로 한 공화정을 지지한다.

#### 바우어의 입헌군주제 비판
1842년 프로이센에서는 신분제 의회 헌법 제정을 지지하는 세력과 대의제 의회 헌법 제정을 지지하는 세력 사이의 논쟁이 발생했다. 보수주의 세력은 신분제를 기초로 한 의회 헌법 제정을 지지했다. 반면, 자유주의 세력은 두 헌법을 절충하자는 방향을 지지하는 세력과, 입헌군주제로서 의회 권한을 강화한 대의제 의회 헌법 제정을 지지했다. 한편, 신분제 의회 헌법 제정을 반대하는 세력에는 공화주의를 지지하는 자유주의자와 청년 헤겔학파도 존재하였다.
1842년 1월 브루노 바우어는 ｢라인신문｣에 프랑스 입헌군주제를 비판하는 글을 실었다. 당시 프랑스는 1830년 7월 혁명 이후 루이 필립의 입헌군주정이 지속되고 있었지만, 행정부와 입법부 사이의 과도한 충돌로 정치적 혼란이 가시지를 않았다. 바우어는 행정부와 입법부는 특정한 개념을 구성하는 〈양자 부정이 없는 구성〉이라는 기존 헤겔의 주장을 비판하였다.
바우어의 입장에서 입법부는 의지이고, 행정부는 행동이다. 행동은 의지에 기반하고, 의지는 행동을 지향한다는 점에서 양자는 분리가 선행될 경우 필연적인 상호 모순에 직면한다. 더 나아가서, 제도적인 요인에 의해 기계적 분리가 상시적인 행정부와 입법부의 상호 대립을 막을 수 없다는 것이 브루노의 주장이었다.
결과적으로 헤겔이 주장한 〈입헌군주제하의 완성된 역학 구조〉는 본질적으로 오류이다.
바우어는 헤겔의 입헌군주제 이론이 유기적 매개 체계를 결여하고 있다고 비판하였다. 헤겔은 군주의 ‘순수하게 형식적인’ 서명에 의해서 비로소 법적 구속력을 가지며, 행정부와 입법부 사이의 완성된 역학 구조가 성립된다고 하였다. 즉, 군주의 서명은 매개적 행동이라는 것이다. 그러나, 군주는 입법부가 아니기에 의지가 아니다. 본래 입법 권력에 의해 표현될 수 있는 의지는 직접적으로 행동을 불러온다는 점에서 행동은 의지에 기반하고 있으나, 군주는 애당초 입법부와 분리된 존재이며 의지의 행동으로서 당위성을 가질 수 없다. 따라서, 두 관계는 태초에 분리된 것이라는 것이 바우어의 견해라고 할 수 있다.

## 인물
- 아놀트 루게 (Arnold Ruge, 1802년 ~ 1880년)
- 루트비히 포이어바흐 (Ludwig Feuerbach, 1804년 ~ 1872년)
- 에른스트 에쉬터마이어 (Ernst Echtermeyer, 1805년 ~ 1844년)
- 다비드 슈트라우스 (David Strauß, 1808년 ~  1874년)
- 카를 쾨펜 (Karl Köppen, 1808년 ~  1863년)
- 브루노 바우어 (Bruno Bauer, 1809년 ~ 1882년)
- 카를 나우베르크 (Carl Nauwerck, 1810년 ~ 1891년)
- 모세스 헤스 (Moses Hess, 1812년 ~ 1875년)
- 카를 그륀 (Karl Grün, 1817년 ~ 1887년)
- 카를 마르크스 (Karl Marx, 1818년 ~ 1883년)
- 아우구스트 체시노프스키 (August Cieszkowski, 1818년 ~ 1894년)
- 에드가 바우어 (Edgar Bauer, 1820년 ~ 1886년)
- 프리드리히 엥겔스 (Friedrich Engels, 1820년 ~ 1895년)